# 薩米特 (新澤西州)
薩米特（英語：Summit）是一個位於美國新澤西州尤寧縣的城市。

## 人口
根據2020年美國人口普查的數據，薩米特的面積為15.66平方千米，當中陸地面積為15.52平方千米，而水域面積為0.13平方千米。當地共有人口22719人，而人口密度為每平方千米1,451人。